# Renata Mauer
Renata Małgorzata Mauer-Różańska (Nasielsk, 23 aprile 1969) è un'ex tiratrice a segno polacca.

## Biografia
Nata a Nasielsk, in Polonia, nel 1969, ha iniziato a tirare a segno nel 1984, a 15 anni.
Nel 1990 ha vinto la sua prima medaglia importante, un argento mondiale a Mosca, nella carabina 10 metri aria compressa, dove ha terminato con 494.8 punti, dietro soltanto all'ungherese Éva Joó.
2 anni dopo ha ottenuto invece il primo podio agli Europei, svolti a Budapest, conquistando un bronzo, sempre nella carabina 10 metri aria compressa e ha preso parte ai suoi primi Giochi olimpici, quelli di Barcellona 1992, arrivando diciassettesima con 389 punti nella carabina 10 metri aria compressa e quattordicesima con 577 nella carabina 50 metri 3 posizioni, in entrambi i casi non accedendo alla finale a 8.
Nel 1994 è arrivata terza nella carabina 10 metri aria compressa anche ai Mondiali di Milano, con 495.5 punti, terminando dietro alla tedesca Sonja Pfeilschifter e alla francese Christine Chuard.
A 27 anni ha partecipato di nuovo alle Olimpiadi, quelle di Atlanta 1996, dove ha vinto due medaglie: un bronzo nella carabina 50 metri 3 posizioni, dove ha chiuso con 679.8 punti, dietro alla jugoslava Aleksandra Ivošev e alla russa Irina Gerasimënok dopo aver passato le qualificazioni con il 1º posto e il record olimpico di 589, ma soprattutto un oro nella carabina 10 metri aria compressa, vinto con 497.6 punti. Questa prestazione le ha valso il premio come migliore sportiva polacca per quell'anno.
L'anno successivo si è imposta in due gare agli Europei di Kouvola, in Finlandia: la carabina 50 metri 3 posizioni e la carabina 50 metri a terra.
Nel 1998 ha vinto di nuovo un argento mondiale nella carabina 10 metri aria compressa, a Barcellona, dove ha chiuso al 2º posto con 498.1 punti, dietro solo alla tedesca Sonja Pfeilschifter.
Come 4 anni prima, a Sydney 2000 è diventata campionessa olimpica, stavolta nella carabina 50 metri 3 posizioni, vinta con 684.6 punti. Nella carabina 10 metri aria compressa non è riuscita invece a qualificarsi per la finale, terminando al 15º posto con 392 punti.
Ad Atene 2004 ha partecipato alla sua quarta Olimpiade, ma, come nella prima, non è riuscita ad arrivare in finale in nessuna delle due gare a cui ha partecipato: la carabina 10 metri aria compressa, dove con 396 punti ha sfiorato la finale a 8, e la carabina 50 metri 3 posizioni, dove ha chiuso al 17º posto, con 573 punti.
Ha chiuso la carriera nel 2013, a 44 anni.

## Palmarès

### Giochi olimpici
- 3 medaglie:
  - 2 ori (Carabina 10 metri aria compressa ad Atlanta 1996, carabina 50 metri 3 posizioni a Sydney 2000)
  - 1 bronzo (Carabina 50 metri 3 posizioni ad Atlanta 1996)

### Campionati mondiali
- 3 medaglie:
  - 2 argenti (Carabina 10 metri aria compressa a Mosca 1990, carabina 10 metri aria compressa a Barcellona 1998)
  - 1 bronzo (Carabina 10 metri aria compressa a Milano 1994)

### Campionati europei
- 3 medaglie:
  - 2 ori (Carabina 50 metri 3 posizioni a Kouvola 1997, carabina 50 metri a terra a Kouvola 1997)
  - 1 bronzo (Carabina 10 metri aria compressa a Budapest 1992)